# 北山康介
北山 康介（きたやま こうすけ、1989年11月23日 - ）は、神奈川県出身の競艇選手。登録番号4535。身長163cm。血液型AB型。103期。東京支部所属。同期に深谷知博、黒井達矢、古澤光紀らがいる。

## 来歴
- やまと競艇学校時代、リーグ戦勝率7.45（準優出7　優出5　第1戦優勝）の成績を残した。
- 2008年11月15日、多摩川競艇場でデビュー（6着）。翌16日、2日目1Rで初勝利（2走目）。
- 2010年3月29日、江戸川競艇場での「第10回日本財団会長杯」で初優出（3着）。
- 2012年1月24日、芦屋競艇場での「G1共同通信社杯 第26回新鋭王座決定戦競走」にG1初出場。翌25日、2日目7RでG1初勝利。